# GIC Private Limited
GIC Private Limited (anciennement Government of Singapore Investment Corporation) est un fonds souverain singapourien créé en 1981 pour gérer les réserves de change de l'État. Il est le principal fonds souverain du pays avec le fonds Temasek Holdings.

## Historique
Le Government of Singapore Investment Corporation a été créé en 1981 par le gouvernement de Singapour. À l'origine seulement doté de quelques milliards de dollars liés aux excédents commerciaux, il gère aujourd'hui plus de 690 milliards $ et est un des fonds souverains les plus importants au monde.

## Ressources
Le GIC est principalement approvisionné par les excédents budgétaires de Singapour, liés notamment au commerce extérieur. Les capitaux qu'il reçoit appartiennent au pouvoir exécutif singapourien, et le fonds les investit, via généralement ses filiales, dans divers produits à travers le monde.

## Objectifs
Sa mission première est la préservation et l'augmentation des réserves qu'il gère, afin de subvenir aux besoins de l'île en cas de fluctuations des devises ou d'augmentation du coût des importations.

## Répartition des investissements
- Amérique : 40 % (dont 34 % aux États-Unis)
- Europe : 35 % (dont 8 % au Royaume-Uni)
- Asie : 23 % (dont 11 % au Japon)
- Australie : 2 %

## Investissements notables
Le GIC investit notamment dans des biens immobiliers (centres d'affaires, hôtels internationaux,..), tels que :
- Seoul Finance Centre, Séoul, Corée du Sud
- Azia Centre, Shanghai, Chine
- Shiodome City Centre, Tokyo, Japon
- Queen Victoria Building, Sydney, Australie
- Uptown Munich Tower, Munich, Allemagne
- Westin Paris, Paris, France
- Bluewater Shopping Centre, Kent, Royaume-Uni
- 30 Gresham Street, Londres, Royaume-Uni
- Franklin Centre, Chicago, États-Unis[3]

Le 6 décembre 2010, Singapore GIC est entré, avec le fonds souverain chinois China Investment Corporation et le fonds émirien ADIA, au capital du fonds d'investissement brésilien BTG Pactual.
Le 5 avril 2013, le GIC entre dans le capital de la société gazière Terega, cédée par Total à un consortium d’entreprises qui comprend également l'opérateur de transport et de stockage de gaz italien Snam et EDF,.
Le 21 septembre 2017, GIC Pte achète 51 % du Sheraton Grande Tokyo Bay Hotel de Tokyo Disney Resort pour 464 millions de dollars, l'un des plus importants investissements au Japon de la fin des années 2010. En 2014, GIC avait acheté une tour de bureau de Tokyo pour 1,5 milliard de dollars.
Ce fonds est également particulièrement actif comme investisseur pour L Catterton.